# The Devil’s Holiday
The Devil’s Holiday ist ein US-amerikanisches Filmdrama aus dem Jahr 1930. Das Drehbuch basiert auf einer Erzählung des Regisseurs Edmund Goulding.

## Handlung
Hallie Hobart hasst Männer. Sie arbeitet in einem Hotel als Maniküre und verdient sich mit kleinen Geschäften mit Farmmaschinen etwas nebenbei. Diese Geschäfte werden von Charlie Thorne eingefädelt. Bei einem dieser Geschäfte lernt sie David Stone kennen, den Sohn des wohlhabenden Weizenfarmers Ezra Stone. Sie bringt David dazu, sich in sie zu verlieben. Sein Bruder Mark kommt in die Stadt, um ihre Intrigen aufzudecken und damit seinen Bruder vor ihr zu schützen.
Hallie, wütend darüber, als Intrigantin dargestellt zu werden, schwört Rache. Als der ahnungslose David ihr einen Heiratsantrag macht, willigt sie ein. Auf der Farm weist Ezra Mark zurecht; er solle Hallie gegenüber friedlich bleiben. Doch mit der Zeit erkennt Ezra, dass Hallie ihren Sohn nicht liebt. Hallie setzt einen Preis fest, für den sie die Farm verlassen würde.
Ezra sucht Hallie in ihrem Hotel auf, in dem sie eine Abschiedsfeier abhält. Hallie beginnt, ihre Intrigen zu bedauern. David beginnt, an geistiger Erschöpfung zu leiden. Der Wiener Psychiater Dr. Reynolds soll ihm helfen. Hallie gibt das Geld zurück. Sie bittet ihn um Verzeihung. Bald darauf sind David und Hallie wieder vereint.

## Hintergrund
Der Film ist einer von über 700 Produktionen der Paramount Pictures, die zwischen 1929 und 1949 gedreht wurden, und deren Fernsehrechte 1958 an Universal Pictures verkauft wurden. Die Uraufführung fand am 9. Mai 1930 statt.
Der Film wurde gleichzeitig in mehreren Versionen gedreht: Deutsch (Sonntag des Lebens von Leo Mittler mit Camilla Horn); Schwedisch (En kvinnas morgondag von Gustaf Bergman mit Vera Schmidterlöw); Französisch (Les Vacances du Diable von Alberto Cavalcanti mit Marcelle Chantal); Italienisch (La vacanza del diavolo von Jack Salvatori mit Carmen Boni); Spanisch (La fiesta del diablo von Adelqui Migliar mit Carmen Larrabeiti). Alle Versionen wurden in den Paramount-Studios in Joinville-le-Pont, Frankreich, gedreht.

## Kritik
Mordaunt Hall von der New York Times befand, der Film habe eine Anzahl von interessanten Szenen, die gut inszeniert und gespielt seien, aber auch Szenen, die eher zum Lachen reizen. Die Darsteller seien durchweg gut, besonders Paul Lukas sei exzellent.

## Auszeichnungen
Bei der dritten Oscarverleihung 1930 wurde Nancy Carroll für den Oscar in der Kategorie Beste Hauptdarstellerin nominiert.